# John Eke
John Wicktor Eke (ur. 12 marca 1886 w Högby, zm. 11 lipca 1964 w Filadelfii) – szwedzki lekkoatleta długodystansowiec, dwukrotny medalista olimpijski.
Na igrzyskach olimpijskich w 1912 w Sztokholmie Eke zdobył brązowy medal w biegu przełajowym za Finem Hannesem Kolehmainenem i swym rodakiem Hjalmarem Anderssonem. Do klasyfikacji drużynowej liczyły się miejsca trzech najlepszych zawodników danej reprezentacji. Szwedzi zajęli 2. (Andersson), 3. (Eke) i 5. (Ternström) miejsce, a Finowie 1. (Kolehmainen), 4. (Eskola) i 6. (Stenroos) miejsce, co sprawiło, że to Szwedzi zostali mistrzami olimpijskimi w biegu przełajowym drużynowo.
Eke na tych igrzyskach wystąpił także w biegu na 10 000 metrów. Zakwalifikował się do finału, ale nie stanął na starcie biegu finałowego.